# All the Lost Souls
„All the Lost Souls“ е вторият албум на британския певец Джеймс Блънт след първия му много успешен албум от 2004 година „Back to Bedlam“. Албумът излиза на 17 септември 2007 и се продава в 4 млн. екземпляра по целия свят, включително 600 000 екземпляра във Великобритания. Първият сингъл в албума е песента „1973“, пусната за първи път по радиата на 23 юли 2007.
Обложката представлява фотомозайка на лицето на Блънт, съставена от стотици негови снимки от детските му години до издаването на албума. Дизайнерът Нин Боуз (Nin Bose) казва на шега, че „Джеймс ни помоли да не слагаме лицето му за обложката, затова ние го сложихме хиляда пъти“.
Няколко от песните в албума са изпълнявани наживо по време на турнетата на Блънт през 2006 година, включително „1973“, „I Really Want You“, „Annie“ и „I Can't Hear The Music“. Групата на Блънт, която го поддържа на концертите, се състои от
- Пол Биърд (Paul Beard) – клавишни и вокали,
- Бен Кесъл (Ben Castle) – китари и вокали,
- Малкълм Муур (Malcolm Moore) – бас китара и вокали,
- Карл Бразил (Karl Brazil) – барабани и перкусии.

Продуцент на албума е Том Родрок (Tom Rothrock). Издател е лейбълът Atlantic Records.

## Списък на песните
Всички текстове и музика са написани от Джеймс Блънт, освен където е изрично уточнено друго.
1. „1973“ – Дж. Блънт, Марк Бетсън (Mark Batson) – 4:40
2. „One of the Brightest Stars“ – Дж. Блънт, Стив Макюън – 3:12
3. „I'll Take Everything“ – Дж. Блънт, Ег Уайт (Eg White) – 3:05
4. „Same Mistake“ – 4:59
5. „Carry You Home“ – Дж. Блънт, Макс Мартин (Max Martin) – 3:57
6. „Give Me Some Love“ – 3:37
7. „I Really Want You“ – 3:30
8. „Shine On“ – 4:27
9. „Annie“ – Дж. Блънт, Джими Хогарт (Jimmy Hogarth) – 3:29
10. „I Can't Hear the Music“ – 3:45